# حرب مليلية (1909–1910)
حرب مليلية وتُعرف أيضا باسم حرب مليلية الثانية هي حرب نشبت في أواخر عام 1909 ودامت حتى بدايات 1910 في المغرب وذلك من أجل تحديد هوية الدولة التي ستُسيطر فيما بعد على مدينة مليلية.
شارك في القتال مجموعات مُختلفة ومتنوعة من الجيوش، لكن الفريقين الرئيسيين في هذه المعركة كان الريفيون من جهة ثم جيش الإسبان من الجهة الأخرى.

## خلفية

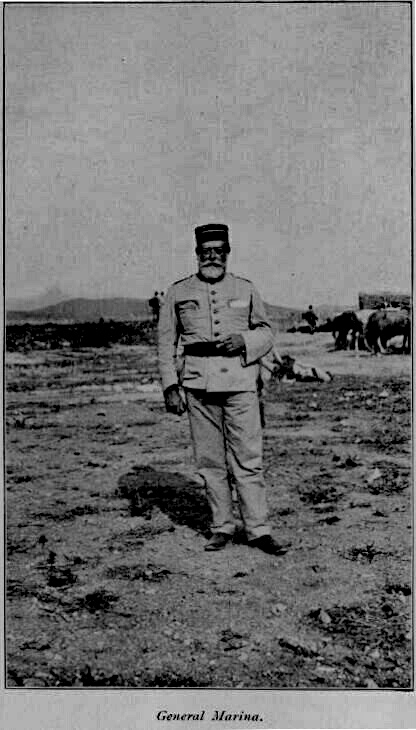
الجنرال مارينا

بعد أن فقدت إسبانيا القليل من هبيتها عقب الخسارة في الحرب الأمريكية الإسبانية عام 1898، حاولت الدولة الأوروبية التعويض وإعادة السيطرة وذلك من خلال توسيع نفوذها في شمال أفريقيا.
كان لإسبانيا اتفاق مع مولاي محمد حول رجال القبائل المحلية وكذلك حول استغلال المناجم الموجودة في مليلية التي يعملون فيها، لكن كل هذا كان ضد رغبات السلطان عبد العزيز بن الحسن الذي أيدته مُعظم القبائل المحلية المغربية في تلك الفترة.
في 8 آب/أغسطس 1908، حاول الريفيون مُهاجمة الإسبان والثورة عليهم بسبب الأوضاع المزرية التي كانوا يُعانون منها في المناجم، لكن هجومهم هذا لم يُفلح خاصة وأن الأرض التي حاولوا اقتحامها كانت مليئة بالألغام التي تفجرت فيهم؛ وبالرغم من ذلك فلم تكن هناك أي إصابات. توتر الأوضاع بهذا الشكل جعل مولاي محمد يُحاول الفرار مخافة من أن يقبض عليه رجال القبائل؛ لكنه فشل في عملية هروبه فأُرسل إلى فاس كي يكون بأمان ثم توفي في وقت لاحق هناك.
بعد وفاة مولاي محمد بات الإسبان بدون دعم، مما دفع الجنرال خوسيه مارينا فيغا القائد العسكري وحامي مدينة مليلية إلى طلب المساعدة من مدريد قصد إرسال تعزيزات إضافية لحماية المناجم، لكن مدريد لم تُنصت لهذا الطلب وأرسلت تعزيزات بسيطة جدا تكاد تكون معدومة. وفي 9 تموز/يوليو 1909 عاود الريفيون الهجوم لكن هذه المرة كان هجومهم ناجحا لعدة أسباب فتمكنوا من قتل 6 جنود إسبان كانوا يُراقبون المنجم لتكون هاته العملية شرارة الحرب التي ستشهدها المدينة فيما بعد.

## المعركة
بعد حادث وفاة الجنود الستة من الجيش الإسباني، أمر رئيس الوزراء أنطونيو مورا بزيادة دعم جيش بلده في المغرب؛ حيث ارتفع عدد الجنود في مليلية من 5000 إلى 22000 تحضيرا للهجوم الجديد كردة فعل على ما حصل لهم. ونتيجة لحروب إسبانيا المُتعددة في تلك الفترة، وفتحها لعدة جبهات في وقت واحد كان لزاما عليها فرض التجنيد الإجباري للحصول على الاكتفاء الذي تطمح إليه، وبالرغم من ذلك فالجيش الإسباني كان لا يزال ضعيفا (مُقارنة مع قوى عظمى في نفس الفترة)، حيث أن غالبية المُجندين فيه لا يُجيدون استعمال السلاح ولم يحصلوا على التدريب اللازم بل عانى الجيش كثيرا لانعدام التجهيز وافتقاره للمقومات الأساسية عند كل حرب.
في اليوم التالي، أطلقت القوات الإسبانية النار على مجموعة من الريفيين الذين اعتبرتهم مثيري شغب وأردتهم قتلى، كما حصلت مُناوشات وقعت بالقرب من مليلية بين الجيش نفسه وزعماء قبائل ريفية غاضبون.
قرر الجنرال مارينا أن يُنشئ ست ثكنات عسكرية في منطقة آيت عيشة لتأمين قواته، وقد وكَّل هذه المهمة إلى الكولونيل ألفاريز كابريرا؛ ونتيجة لاهتمامهم بالثكنات العسكرية الجديدة كانت قوات القبائل المغربية تتقدم شيئا فشيئا حتى استطاعت السيطرة على كل مليلية، أما الإسبان فوجدوا أنفسهم صباحا في واد العفر دون دراية لما جرى، فقرروا استرداد المدينة من خلال إطلاق النار من المرتفعات إلا أن مُقاومة الريفيين كانت أشد حيث استطاعوا قتل العقيد كابريرا رفقة 26 من رجاله فيما تم إصابة 230 آخرين بجروح مُتفاوتة الخطورة.
في 26 حزيران/يونيو من نفس السنة، عانى الإسبان مجدداً من الهزيمة الثانية لكن هذه المرة في معركة وادي الذئاب، أما السبب فيرجع لقيام الجنرال مارينا بإرسال قوة إسبانية قصد حماية إحدى اللقاءات، لكن الريفيين كانوا موجودين هناك من قبل فنصبوا كمينا ناجحا للوحدات الإسبانية؛ حيث استطاعوا قتل 153 جندي مع إصابة أزيد من 600 آخرين بالإضافة إلى بعض الأسرى.

## نهاية المعركة
بعد «الكارثة» التي حلت بالجيش الإسباني والتي تمثلت في قتل عدد كبير منهم، قرر القادة العسكريون توقيف جميع العمليات العسكرية إلى أجل غير مُسمى، ثم رفعوا مجددا من عدد الجنود حتى صاروا أزيد من 35.000 وطالبوا مدريد بإرسال المدفعيات الثقيلة، وبحلول نهاية آب/أغسطس كانت القوات الإسبانية قد شنت هجوما جديدا، ثم في كانون الثاني/يناير 1910 استطاعت قوتها «الساحقة» إخضاع معظم القبائل الشرقية، ثم واصلوا التوسع في مليلية إلا أن استطاعوا السيطرة عليها بالكامل بعد أن كانوا قد فقدوا الكثير من رجالهم هناك وتعرض أزيد من 2,517 منهم لإصابات.